# Eliza Talcott

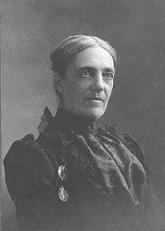
Eliza Talcott

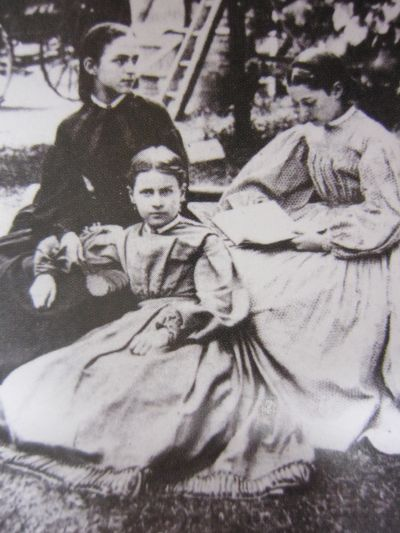
Eliza Talcott, 1853

 Eliza Talcott (japanisch イライザ・タルカット;* 22. Mai 1836 in Vernon (Connecticut), USA; † 1. November 1911 in Kobe, Japanisches Kaiserreich) war eine amerikanische Missionarin. Sie war für ihre Missionsarbeit in Japan bekannt und war eine der Gründerinnen des Kobe College.

## Leben und Werk
Talcott war eine Tochter von den fünf Kindern von Susan Bell und Ralph Talcott. Nachdem ihre Eltern früh gestorben waren, wurde sie an der Sarah Porter School in Farmington (Connecticut) ausgebildet. Sie besuchte die State Normal School, die heutige Central Connecticut State University in New Britain (Connecticut) und kehrte 1857 als Lehrerin nach Farmington zurück, um an der Sarah Porter School und später vier Jahre lang an einer öffentlichen Schule zu unterrichten. Talcott pflegte in den nächsten zehn Jahre die schwerkranke Frau ihres Onkels in Plymouth (Connecticut). 1873 wurde sie von dem American Board of Commissioners for Foreign Missions zur Missionarin in Japan ernannt und kam im März 1873 mit Julia Elizabeth Dudley in Kobe an. Talcott und Dudley waren die ersten weiblichen Missionare der Kongregationalen Kirche in Japan.
Talcott nahm eine aktive Rolle in der evangelistischen Arbeit in Kobe ein und unterrichtete in der Kobe Church Englisch und die Bibel. Sie und Dudley gründeten 1875 in Wohnheim für Mädchen als Bildungseinrichtung, das sich später zum Kobe Women’s College entwickelte und als erste Bildungseinrichtung für Frauen in Westjapan gegründet wurde. Talcott war von 1875 bis 1880 die erste Direktorin der Schule.
Danach war sie an Missionsaktivitäten in den Regionen Chugoku und Shikoku beteiligt. 1889 war sie Mitgründerin der Tottori Eiwa School. 1890 wurde sie von dem für die Krankenpflegeschule Doshisha in Kyoto verantwortlichen Arzt John C. Berry gebeten, Patienten im angeschlossenen Krankenhaus zu betreuen. 1893 unterrichtete sie das Alte Testament an der Doshisha Women’s School, dem heutigen Doshisha Womens College of Liberal Arts.
Mit dem Ausbruch des Chinesisch-Japanischen Krieges befand sich 1894 das Hauptquartier der japanischen Armee in Hiroshima, und die Verwundeten sowohl der japanischen als auch der chinesischen Streitkräfte wurden in dieser Stadt ins Krankenhaus eingeliefert. Talcott wurde von Ann Elizabeth Gaines, einer Missionarin der Methodist Episcopal Church, South, nach Hiroshima berufen, um Dienst bei den verwundeten chinesischen Kriegsgefangenen zu leisten. 1895 wurde sie Leiterin der Krankenpflegeschule der Dōshisha-Universität.
Während ihrer Arbeit bei den Kriegsgefangenen war sie an Cholera erkrankt und kehrte 1896 in die Vereinigten Staaten zurück, wo sie von 1900 bis 1902 als Missionslehrerin für japanische Arbeiter auf den Hawaii-Inseln tätig war. Im Dezember 1902 kehrte sie nach Japan zurück, um eine Stelle an der Fakultät der Kobe Woman’s Bible School anzutreten.
Talcott starb im Alter von 75 Jahren in Kobe an einer Lungenentzündung.